# アイザック・モンロイ
アイザック・イスマエル・モンロイ(Isaac Ismael Monrroy, 1990年10月9日 - )は、パナマ・チェポ出身のプロ野球選手(投手)。左投左打。パナマ・メトロ所属。

## 経歴
2012年11月に、母国パナマで行われた第3回WBC予選のパナマ代表に選出された。

## 詳細情報

### 代表歴
- 2013 ワールド・ベースボール・クラシック・パナマ代表